# دیزج مرگور

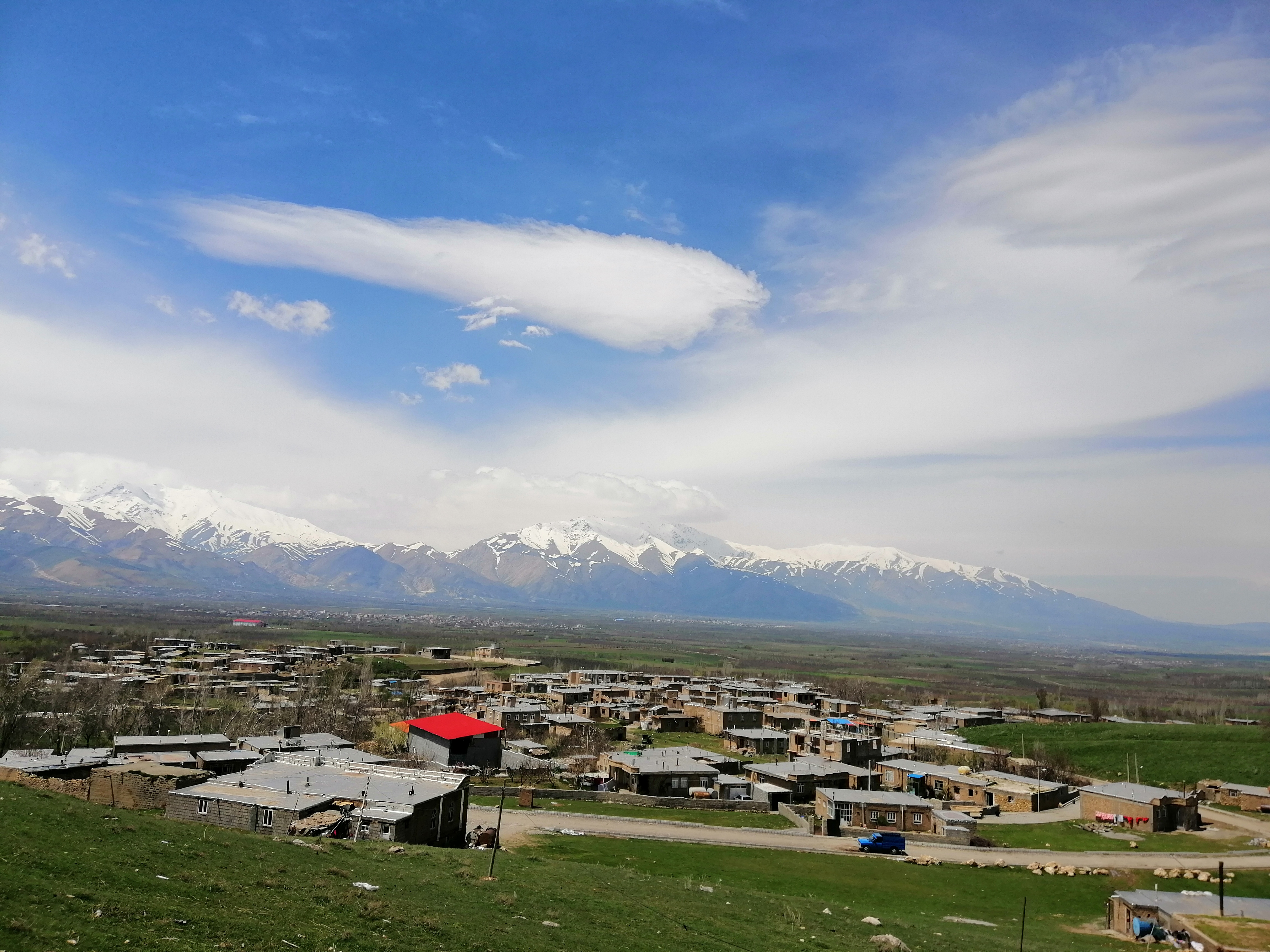
تصویری از دیزج

دزەی مەڕگەوەڕ/ دیزج مرگور نام روستایی است در دهستان مرگور از توابع شهرستان ارومیه در استان آذربایجان غربی ایران است. 

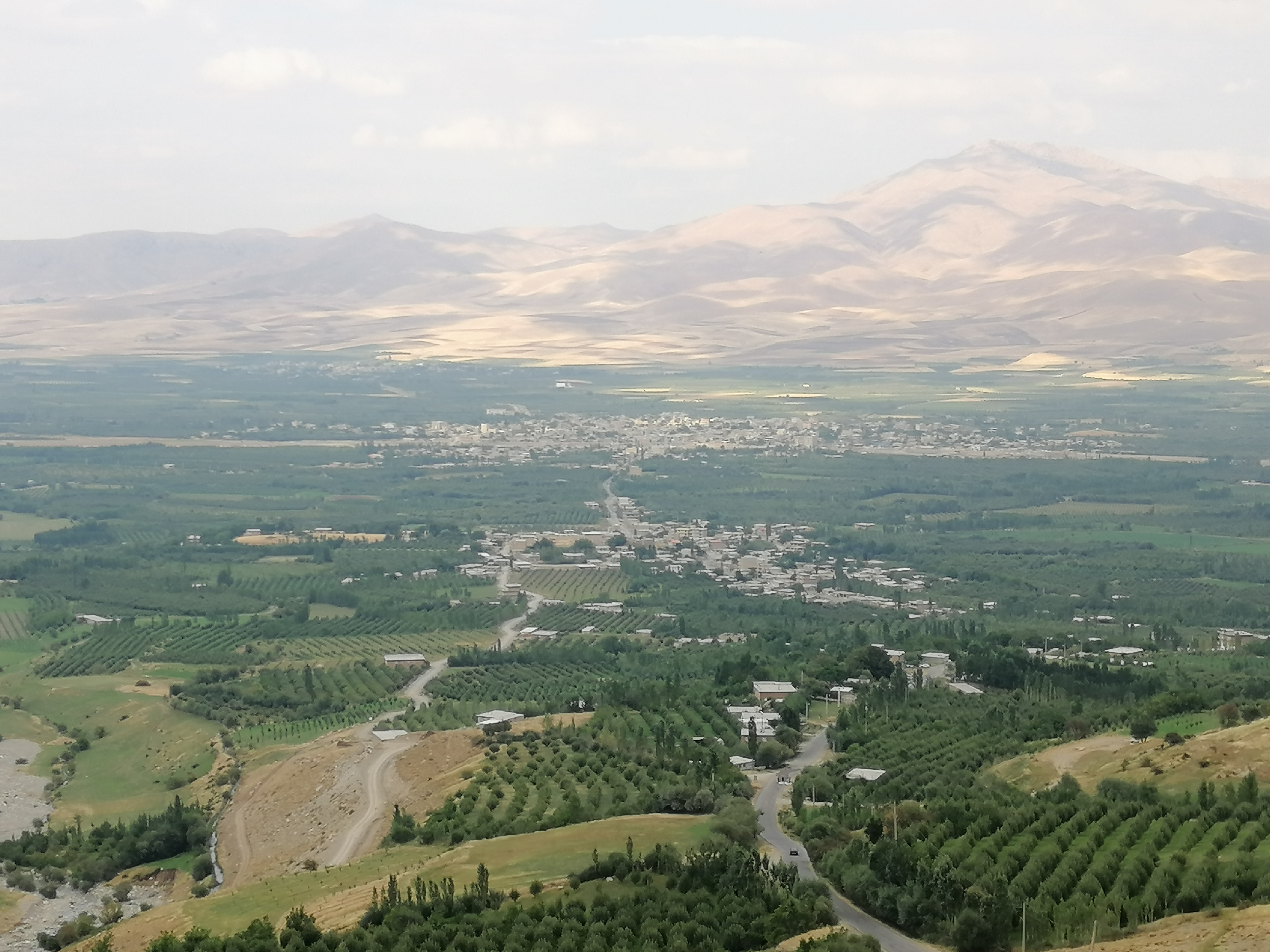
منطقه بهشتی دیزج مرگور

این روستادارای آب و هوای معتدل کوهستانی است و کیلومترها اطراف آن را باغ‌های سیب ، گلابی ،  هلو و سایر میوه‌ها احاطه کرده‌است. شغل اصلی مردم این روستا/شهر را کشاورزی، دامداری و تجارت تشکیل می‌دهد.
از مکان‌ های مذهبی وتفریحی  آن می‌توان به مزار «شیخ عبدالقادر گیلانی‌زاده» و مسجدی با همین نام و قلعه قدیمی دیزج که قدمت آن به حدود ۲۰۰۰ سال قبل برمی گردد که اکنون در ۲۰۰ متری شمال مسجد جامع قرار گرفته‌است اشاره کرد همچنین در ۱۵کیلومتری روستا وجود آبشارهای مرتفع نظیر سوله دوکل دریاچه مامه شیخ. دره بنار ، جنگل باوان و فلکان که روستاهای همجوار با دیزج هستن اشاره کرد.

## زبان و دین
همه اهالی این منطقه کرد  هستند ، که به زبان‌های کردی سورانی  و کردی کرمانجی صحبت می‌کنند ؛ دین‌شان اسلام و پیرو مذهب سنی هستند.

## شناخت از منطقه
این روستا در ۳۵ کیلومتری شهر ارومیه قرار دارد. در این روستا که هم اکنون به یک شهرک تبدیل شده و پرجمعیت ترین روستا در منطقه سیلوانه ، بخش سیلوانه به حساب می‌آید در آن یکشنبه بازار نیز بر پا می‌شود.

### مکان
این روستا در دامنه‌های کوه دالانپر واقع شده‌است.
روستای دز مرگور (دژ مرگور= قلعه ی مرگور)یکی از کهن ترین روستاهای منطقه سیلوانا ، بخش سیلوانا می باشد که صدها سال قلعه مستحکم ایلات هرکی کرد بوده اما اوایل حکومت پهلوی اول توسط تعدادی از مردان ایل سورچی زمین های دیزج و این قلعه که شامل زمین های روستاهای گردوان و خوراسب و قسمت عمده ای از روستای باوان و چریک آباد بود ، از ایلات هرکی خریداری شد واسناد آن تا به امروز نیز موجود است.اما دیزج امروزه به صورت یه شهر تبدیل شده و جمعیت آن را حدودا نزدیک به 14 هزار نفر تشکیل می دهد و مراحل قانونی شهرنشینی شدن این روستا بصورت قانونی در دست اقدام قرار گرفته است.
دژ مرگور نزدیک نقطه ی صفر مرزی بین دو کشور ترکیه و عراق می باشد که حد فاصل مابین دو کشور عراق و ایران در همین نقطه مرزی در دامنه ی کوه بز سینا و همچنین حد فاصل مابین دو کشور ترکیه و ایران در دامنه کوه دالامپر با هم اتصال پیدا کرده اند.

### معنی
دزه = ه حرف معرفه در زبان کردی است که اضافه شده است. دز=دژ=قلعه . کلمات فارسی/کردی که در قدیم معرب شده اند به آخر آنها جیم اضافه شده است مثل برنامه = برنامج و تازه= طازج و نمونه=نموذج بابونه=بابونج و پنجه به فنزج معرب شده است.